# Caballos famosos

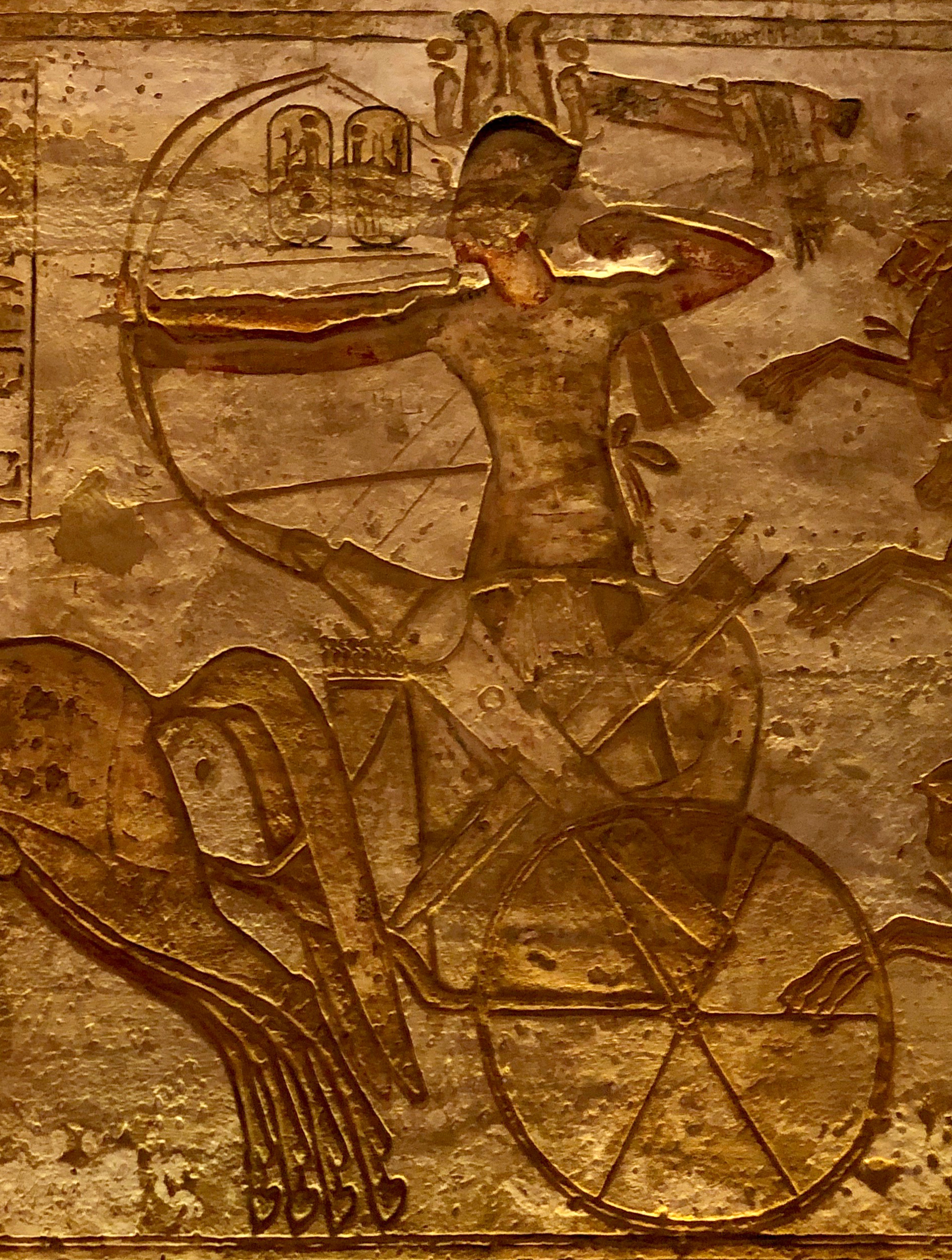
Ramsés II en la batalla de Kadesh.

A lo largo de la historia ha habido muchos caballos famosos por algún concepto. Caballos históricos y reales (famosos por méritos propios o por la notoriedad de su propietario), caballos mitológicos, caballos imaginarios de fama literaria, caballos campeones en las carreras o los deportes hípicos.
En cada caso los detalles sobre la gloria de cada caballo, a veces, los aspectos menos gloriosos, explican muchas cosas sobre las personas y la sociedad en cada época y lugar.

## Caballos históricos

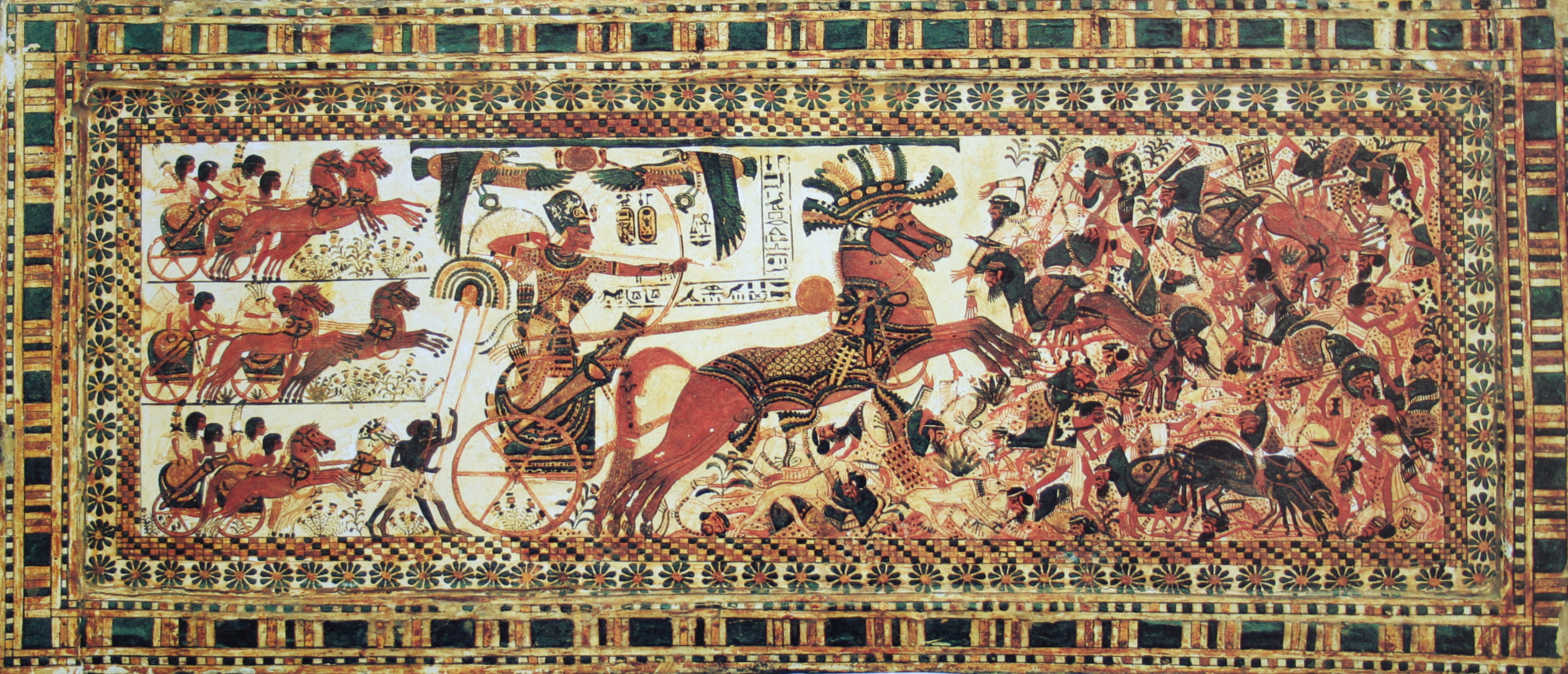
Carro de guerra egipcio (c. 1335 a. C.).

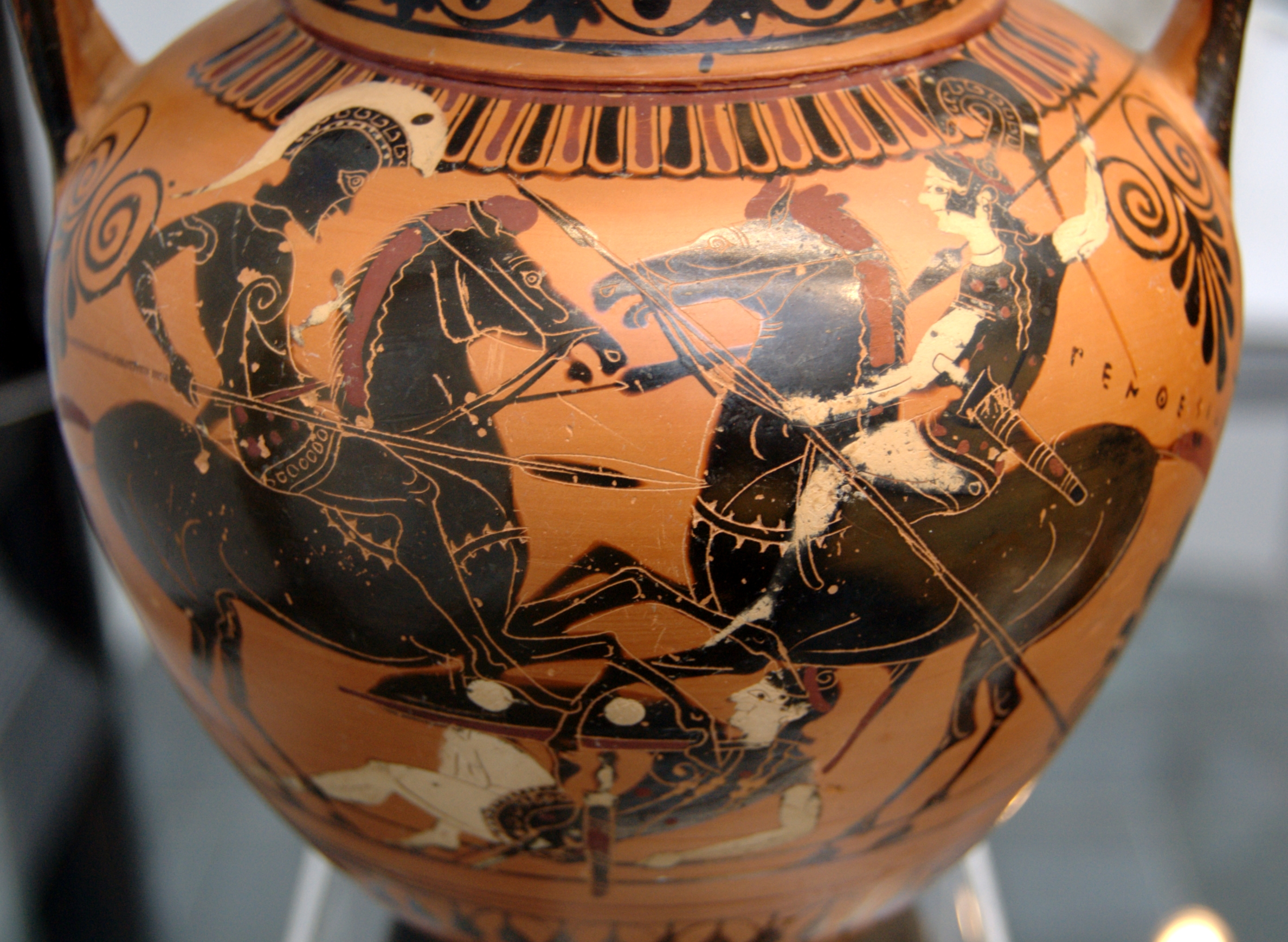
Aquiles contra la amazona Pentesilea.

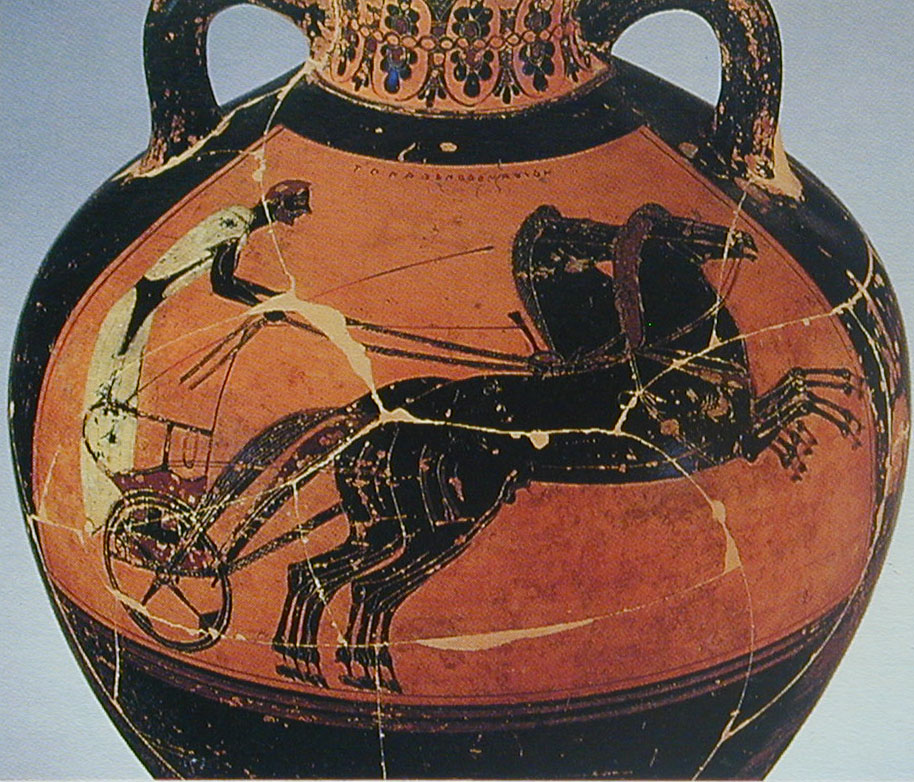
Ánfora panatenaica mostrando una cuadriga. Véanse los pies de los caballos.

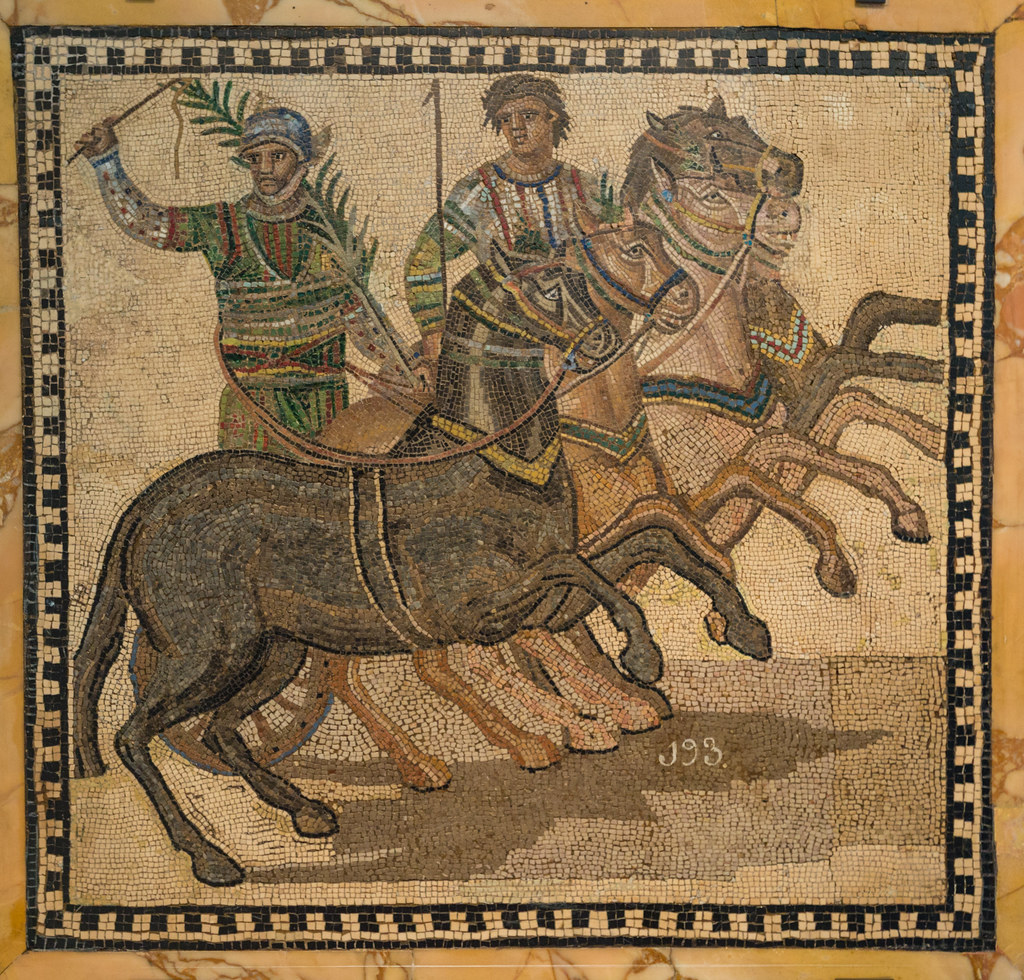
Cuadriga romana ganadora en las carreras del circo.

Es imposible presentar una lista completa de caballos reales con importancia histórica, pero es relativamente fácil ofrecer una muestra representativa como la siguiente, ordenada cronológicamente (las fechas son solo aproximadas):
- ca. 1280 a. C.: "Victoria en Tebas" y "Mut está satisfecha". Caballos del carro de guerra de Ramsés II que participaron en la batalla de Cadesh.[1]
- 521 a. C.: Jasso. El caballo de Darío I el Grande.[2][3][4][5]
- 512 a. C.: Avra, más conocida por su nombre en latín Aura, fue una yegua ganadora en los Juegos Olímpicos.[6]
- 508 a. C.: Lykos, potro hijo de la yegua Avra, ganador de la carrera para potros ("Kele") de la 68.ª Olimpiada.[7]
- 476 a. C.: Ferénikos (griego: Φερένικος), caballo ganador en los Juegos Olímpicos en la carrera con jinete.[8][9][10] Ferénikos era un caballo propiedad de Hierón I, tirano de Siracusa. Fue cantado por dos poetas insignes: Píndaro y Baquílides. Su nombre significa "Portador de la victoria", "El que lleva la victoria". Ciertamente logró la palma dorada de ganador en los Juegos Olímpicos y Píticos del año 476 a. C. Las victorias de Ferénikos correspondieron a carreras de potros con jinete ("Kele"), lo que da a entender que Ferénikos era un potro o un caballo muy joven.

La Aurora de brazos dorados

contemplaba al rubio Ferénikos
al borde mismo del Alfeo
aquel río ancho y turbulento
peinado de pozas.
Y vio su tormentosa carrera
y lo contempló vencedor
la sagrada Pitia.
Además yo, humilde mortal
seré el heraldo de aquella fecha.
Nunca el polvo de los rezagados
fueron máculas en su manto
en el último esfuerzo hasta la meta.
Como el hálito poderoso del Bóreas
que al timonel abruma,
ansioso de ganar,
de nuevo acierta.
Y la victoria aporta
al noble Hierón
el anfitrión más generoso
de todos los huéspedes.
Baquílides (traducción libre de una traducción inglesa)

Ferénikos es uno de los caballos más antiguos cuyo nombre se ha conservado. La capa de Ferénikos es mencionada como "Xanthos" por Baquílides (Píndaro no dice nada del color del pelaje). La traducción inglesa habitual es "Chestnut" (alazán). Pero "Xanthos" es más bien amarillo, pudiendo traducirse más acertadamente por "rubio" o "bayo dorado".
- 401 a. C.: "Pasacas", caballo de Ciro el Joven en la batalla de Cunaxa.[11][12]
- 326 a. C.: Muerte de Bucéfalo, caballo de Alejandro Magno.
- 261 a. C.: Caballo de Antíoco I Soter.[13][14]
- 220 a. C.: Estrategos, caballo del general cartaginés Aníbal, que lo adquirió en Tesalia, lugar de nacimiento del Bucéfalo de Alejandro Magno. Con él cruzó los Alpes.
- 166 a. C.: Un caballo de Antíoco IV Epífanes. En un desfile triunfal en Daphne fue descrito cabalgando "un caballo vulgar" o "un caballo asturcón". Hay varias teorías sobre el hecho.[15][16][17][18]
- 40 a. C.: Seia, el caballo agorero. Cneo Sede compró un caballo magnífico que daba mala suerte.[19]

Principio de la Era cristiana

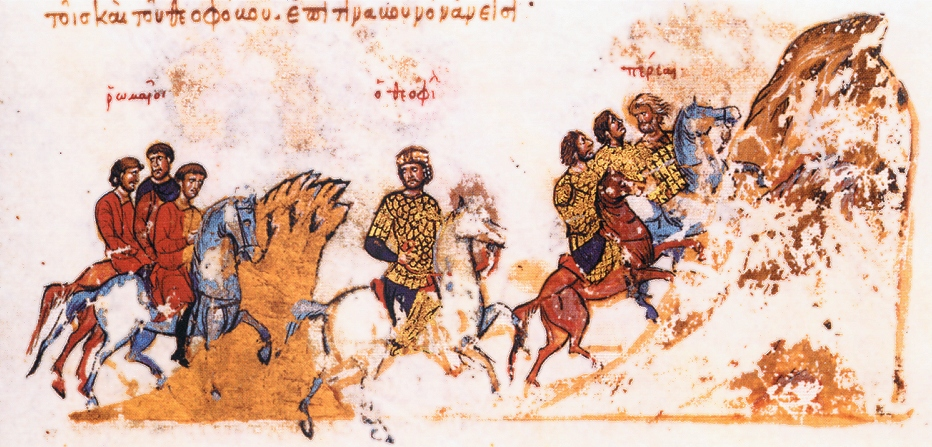
Teófilos y el ejército bizantino en retirada hacia una colina. (Miniatura del manuscrito Skilitzes de Madrid).

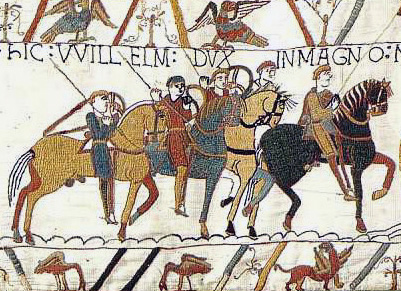
Detalle del Tapiz de Bayeux, representando la invasión de 1066.

- 40: Incitato, Caballo de carreras de Calígula.[20]
- 121: Borysthenes, caballo del emperador Adriano. Llamado como el río Boristenes. Le fue erigido un mausoleo con un poema inscrito.[21]
- 166:  Volucer . Caballo de carreras relacionado con el emperador Lucio Vero.[22][23][24]
- 190?: Liebre Roja, caballo del señor de la guerra chino Lü Bu. En inglés "Red Hare", en chino Chi Ti o Chi Ti Ma.[25]
- 200?: El caballo de Marco Aurelio. Un caballo capturado a los alanos que podía hacer 100 millas diarias ocho o diez días seguidos.[26]
- 537: Phalios o Balan? El caballo de Belisario.[27][28][29]
- 608: "Dahi" (el Golpeado) y "al-Ghabra" (el Polvo).[30][31][32]
- 624 y siguientes: Los caballos de Mahoma.[33]
- 625: Shabdiz ("Medianoche"). Caballo negro del rey persa Cosroes II.[34]
- 626: Los caballos del emperador Li Shimin (Li-che-min) o Tai Tsong, un emperador chino de la dinastía Tang que luchó en muchas campañas. Hizo pintar los retratos de sus mejores corceles de guerra, que eran 6, y esculpir también seis bajorrelieves que aún se conservan. Los nombres de los caballos eran: Quanmaogua (拳 毛 騧), Shifachi (什 伐 赤), Baitiwu (白 蹄 乌), Telebiao (特勒 骠), Qingzhui (青 骓) y Saluzi (飒 露 紫).
- 627: Falbas o Dorcas? El nombre del corcel del emperador bizantino Heraclio en la batalla de Nínive es un pequeño misterio. Falbas o Phalbas es el nombre que dan algunas fuentes. La versión más correcta indica que el nombre del caballo era Dorkas ("Gacela", en griego) y de pelaje bayo ("phalbas").[35][36][37][38][39]
- 778: Caballo de Carlomagno. No se conoce oficialmente el nombre de ningún caballo del emperador Carlomagno. La leyenda lo llama "Blancard" o "Blanchard".[40][41][42][43]
- 781:"El Fogón", caballo del valí de Barcelona Aissó.[44]
- c.1050: Babieca, caballo de Rodrigo Díaz de Vivar "El Cid Campeador".
- 1102: Gazel, caballo del rey Balduino I de Jerusalén.[45]
- 1108?: Esgúritzes, caballo de Nicéforo Brienio de pelaje castaño oscuro. Según la narración de Ana Comnena salvó a Brienio dando un salto prodigioso en una batalla contra los francos.[46]
- 1120: El caballo de Tallaferro. Bernat Tallaferro murió ahogado cuando cruzaba el río Ródano con su caballo. No hay constancia del nombre del caballo.
- 1131: Dancer un caballo de Ramón Berenguer III. En su testamento consta un caballo con el nombre de "Dancer".[47][48][49]
- 1191: Lyard y Fauvel son nombres de caballos muy frecuentes en la literatura y en la realidad de la Edad Media. En este caso corresponden a dos caballos que pertenecieron al rey de Inglaterra Ricardo Corazón de León. Aunque hay diferentes versiones del hecho, se supone que estos caballos eran propiedad del déspota de Chipre, el bizantino Isaac Comneno y que fueron requisados cuando Ricardo conquistó la isla. Alguna versión habla de Lyard como un préstamo de París y de Fauvel como un caballo de Chipre.[50][51][52]
- 1223: Pelota; una yegua catalana.[53]
- 1235: Draco el caballo de Federico II de Habsburgo.[54][55][56]
- 1276: El caballo del bovatge. Pedro el Grande compró un  caballo de pelo negro  a crédito por 1000 sueldos. La forma de pago aprovechó el impuesto del bovatge. En aquella época un caballo de 1000 sueldos correspondía a un caballo de calidad.[57]
- 1296: Lyard o Gris tordo, uno de los caballos del rey Eduardo I de Inglaterra.[58][59] Rey responsable de algunos hechos "militares" nada ejemplares.
- 1320: Skypperegrys. Caballo citado en un testamento de York.[60]
- 1351: Caballito de madera. El primer caballo del primer príncipe de Gerona Juan el Cazador fue un caballito de madera obrado en Huesca, encargado por su padre el rey Pedro el Ceremonioso. Hasta el siglo XX, antes de los juguetes electrónicos, eran frecuentes los caballitos de juguete de madera y de cartón.[61]
- 1364: Claramunt, caballo de pelaje tordo. El arzobispo de Zaragoza dio órdenes de entregar el caballo a la persona que lo pidiera de parte de don Enrique de Trastámara. Parece que este obispo debía ser Lope Fernández de Luna.[62]

### SigloXV

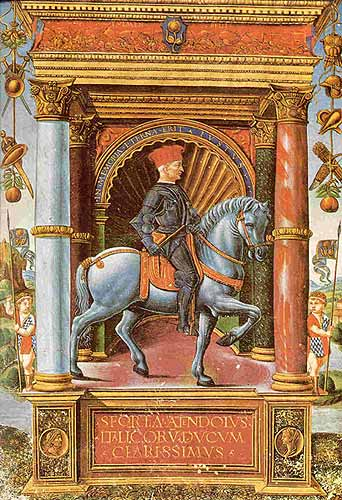
Imagen de Muzio Attendolo, fundador de la dinastía Sforza.

- 1410: Cervo. Caballo de Giacomo (o Jacopo) Attendolo (llamado Sforza y fundador de la dinastía de este nombre) en la batalla de Pontecorvo contra Ladislao I de Nápoles.[63]
- 1461: Crispo o Crespo. Caballo del príncipe de Viana. Tasado en 195 libres. El pelaje se describe como "tordo rodado".[64]
- 1465: Souza o Sousa. Caballo de João Vaz de Aleida (al servicio de Pedro el Condestable de Portugal), que lo recibió como obsequio del niño Ferrando de Portugal para servir en un torneo a disputarse en Mantua.[65]
- 1475: La Perla, caballo de Fernando el Católico.[66]
- 1475: Morello, caballo de Lorenzo de Medici.[67][68][69][70]
- 1477: La Dame, caballo de pelaje tordo propiedad de Renato, duque de Lorena, que lo montaba en las batallas de Morado y Nancy.[71][72]
- 1477: Moreau, caballo de Carlos I de Borgoña "el Temerario" en la batalla de Nancy.
- 1495: Savoye, caballo de Carlos VIII de Francia, en la batalla de Fornovo. Dicen que era de estatura media, de pelo negro, tuerto y que tenía 24 años cumplidos el día de los combates. La raza del caballo varía según diversos testimonios. Unos dicen que era de casta española, otros que del Piamonte y la mayoría de Brescia. Philippe de Commynes, que conocía bien el caballo citado (desde el día que la duquesa de Saboya lo obsequió a Carlos VIII), en sus memorias declaró que "Savoye" era el caballo más perfecto de formas y el más bello y mejor del mundo. Desde el punto de vista anatómico resulta notable que un caballo privado de un ojo (y, por tanto, sin visión estereoscópica, con dificultades para estimar las distancias) pudiera aguantar las acometidas enemigas cerca de media hora. Cuando Carlos VIII quedó aislado de los suyos, acompañado sólo de un escudero mal armado.[73]

### SigloXVI
- 1500: Mozone, caballo berberisco de Francisco Gonzaga. Ganador del Palio de Ferrara 4 veces, entre 1500 y 1504.[74]
- 1511: Nube negra, caballo del príncipe Selim I, luego sultán otomano. Selim se enfrentó a su padre el sultán Beyazid II, que quería legar su reino a otro hijo llamado Ahmed. La primera batalla, en Adrianópolis, fue una derrota y –por suerte para él– Selim pudo huir a uña de caballo cabalgando sobre "Nube negra" (Karabulut en turco, de "kara" = negro). Selim fue un gobernante sanguinario y sin escrúpulos. Pero recompensó a "Nube Negra" con una vida reposada y semilibre en unos establos magníficos que hizo construir expresamente para él en Egipto. Nadie montaba el caballo y un caballerizo se encargaba de su bienestar.[75]
- 1512: Le Carinan, caballo de Pierre Terrail de Bayard. A pesar de que muchas referencias mencionan el caballo "Le Carman" el nombre más probable fue el de "Carignan", versión francesa de "Carignano" o Garigliano (por la batalla del puente de Garigliano). Carignano fue el lugar donde dicen que Bayard se enamoró por primera vez, todavía adolescente. Años después volvería y encontró que la dama de sus sueños se había casado. Una autora italiana apunta la posibilidad de que el nombre del caballo indicaría ese amor frustrado. Bayart no se casó nunca, pero parece que tenía una boda apalabrada con la madre de un hijo natural suyo. Bayard murió en una de las acciones de retirada a Romagnoli. Fue herido en el espinazo por una bala de arcabuz. El marqués de Pescara (ver caballo "Mantuano"), enemigo y admirador suyo, fue a verlo en su agonía.[76][77]
- 1523: Motilla, caballo de Gonzalo de Sandoval.[78]
- 1524: Caballos Gonzaga. Los caballos de la familia Gonzaga, marqueses y duques de Mantua, fueron los ganadores principales en muchas carreras de "palio". El principal representante fue Federico II de Mantua que hizo construir el palacio Te. En la Sala de los Caballos del Palazzo Te hay pinturas a tamaño natural de algunos de esos caballos Gonzaga: Favorito (Morel Favorito), Battaglia, Glorioso y Luggeri.[79]
- 1524: Sultan era un caballo "turco" y de pelo tordo. Su propietario, Juan de Medici (llamado también "el invencible" o "Juan de las Bandas Negras") es considerado como el último "condottiero". Debía ser un muy buen caballo. La noche antes de la victoria de Caprino Bergamasco sobre los franceses pasó el río Adda que bajaba muy crecido. Giovanni era un hombre muy cruel y violento. También fue un gran guerrero que supo formar un ejército a caballo bien entrenado y eficaz recuperando tácticas "pasadas de moda" (un poco a la manera de los jinetes, con caballos ligeros y caballeros con pocas armas defensivas). A la muerte del propietario el caballo se entristeció mucho y se adelgazó sin remedio a pesar de las curas aplicadas.[80]
- 1525: Mantuano, caballo que murió lleno de heridas en la batalla de Pavía, recibidas en lo más fuerte de la lucha. A pesar de su estado crítico, pudo retornar a su amo y jinete (don Francisco Fernando de Ávalos, Marqués de Pescara) a la seguridad de sus líneas. Y murió poco después. De la capa dicen que era "tordillo" (tordo). Por el nombre podría deducirse que fue de la estirpe de caballos de los Gonzaga. Francisco Fernando de Ávalos murió el mismo año, sin descendencia, unos meses después de Pavía.[81]
- 1558: Le Greq. En las memorias de Jean de Mergey (Sieur Jean de Mergey) se puede leer que uno de los caballos del rey de Francia Enrique IV llamado "Le Greq" ("El Griego") le fue entregado para cumplir una misión. Jean de Mergey estaba al servicio del conde Francisco III de Rochefaoucauld, que era protestante, y se convirtió él mismo al protestantismo. (El conde de Rochefaoucauld fue asesinado en la masacre de San Bartolomé). Volviendo al caballo, aquel "Le Greq" se describe como un quartau ("Courtauld", "courtaud"). El mejor y más bello de su tiempo.[82]
- 1576: Chetak, caballo de raza Marwari que salvó a su dueño el rana indio Pratap en la batalla de Haldighati.
- 1580: El caballo de Valignano. A un costo exorbitante el sacerdote jesuita Alessandro Valignano obsequió al gobernante en funciones del Japón ("shogun", "kampaku") Hideyoshi un caballo árabe comprado en la India.[83]
- 1589: Le Sondalo. Carlos de Valois, duque de Angulema y conde de Auvernia se comportó heroicamente en la batalla de Arques. Unos cuantos caballos cayeron heridos, muertos o agotados mientras él los cabalgaba. En uno de los combates, el conde de Sagonne –quizás por lástima al verlo tan joven (tenía 17 años)– sólo hirió a su caballo (de manto blanco y de origen español) y fue mortalmente herido en la pierna de un disparo de pistola por Carlos. En una fase posterior de la batalla, habiéndose quedado Carlos sin caballo, el rey de Francia Enrique IV (Enrique de Navarra) le dio uno de sus caballos denominado "Le Sondalo" ("Soudal", "Soldán"). Caballo que no tardaría mucho en morir.[84]
- 1589: Mosquito; Le Mosquito fue un caballo turco propiedad de Jean Babou, conde de Sagonne, que conocemos por la declaración de Carlos de Valois, enemigo del anterior en la batalla de Arques.[85]

### SigloXVII

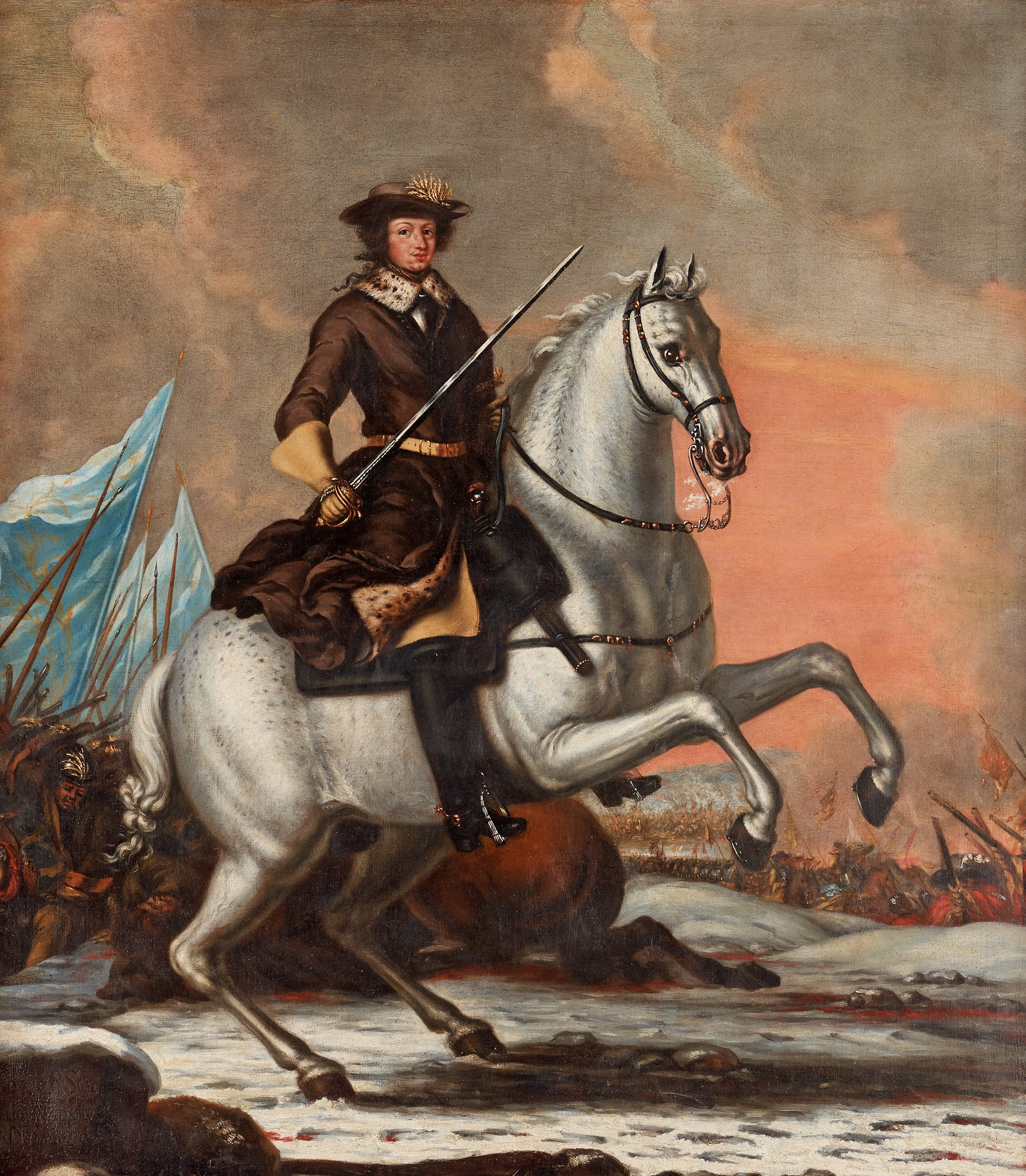
Carlos XI de Suecia a caballo de "Brillante" durante la Batalla de Lund de 1676. Cuadro atribuido a David Klöcker Ehrenstrahl (1682)

- 1632: Le Bonite, caballo berberisco de pelaje castaño de Luis XIV de Francia.[86][87][88]
- 1632: Morellino, caballo de Filippo Colonna I. Cuando unos bandoleros atacaron la comitiva en que viajaba, Morellino reaccionó sin esperar órdenes y, saliendo del camino, se adentró en terrenos abruptos a todo galope, sin prestar atención a matorrales, piedras, barrancos, ni zarzas. Finalmente salvó la vida de Colonna alejándolo del peligro. En agradecimiento, Filippo Colonna erigió un trofeo con la efigie del caballo y le cuidó con esmero y sin trabajar hasta que murió a los 32 años de edad.[89]
- 1632: Brillante, caballo de Carlos XI de Suecia en la Batalla de Lund. Este caballo sobrevivió a Carlos y fue heredado por su hijo Carlos XII, muriendo a la edad de 43 años. Además de un nombre, Brillante tenía un apodo: Brandklipparen (en sueco, "venado de fuego"). Probablemente de joven era tordo rojizo y se fue encanando hasta convertirse en blanco del todo.[90]
- 1632: "El Más Querido", caballo de Albrecht von Wallenstein (Guerra de los Treinta Años).[91][92]
- 1643: "Streiff", caballo del rey Gustavo II Adolfo de Suecia. En la batalla de Lutz fue herido pero, a diferencia de su propietario que murió en la acción, sobrevivió hasta el año siguiente. Puede contemplarse disecado en un museo. El nombre deriva del antiguo propietario, el capitán Streiff. El pelaje parece bayo.[93][94]
- 1666: Old Rowley fue un caballo de carreras del rey inglés Carlos II. Este rey reinició las carreras de caballos prohibidas por Cromwell. Especialmente en Newmarket. El año 1671 ganó allí una carrera que acababa de crear, montando él mismo su caballo. Quizás se trataba de Old Rowley.[95][96]

### SigloXVIII

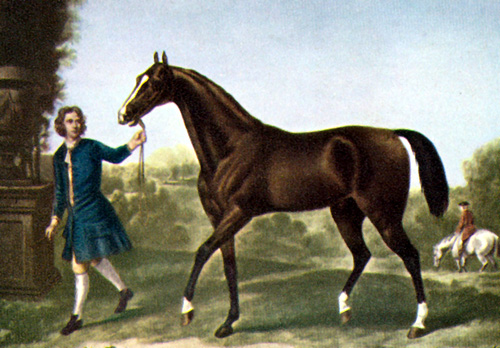
Pintura de Darley Arabian, firmada por John Wootton

- 1702: Sorrel, yegua de Sir John Fenwick. En el año 1702 el rey de Inglaterra Guillermo III murió a consecuencia de una caída de caballo. En realidad parece que aquel caballo no era tal, sino una yegua: "White Sorrel". Sorrel o White Sorrel había sido requisada por el rey Guillermo, una vez encarcelado y ejecutado su legítimo propietario Sir John Fenwick. Sir John era un adversario político del rey. Era lo que llamaban un jacobita, partidario de otro aspirante al trono, Jacobo II. Pero fue condenado sin pruebas de un intento de asesinato al monarca en el poder. Dicen que Guillermo II había querido comprar la yegua a sir John y que este siempre se había negado a venderla. Es posible que la falsa acusación y el rigor de la condena no fueran ajenos al deseo del rey de poseer la yegua. También dicen que los jacobitas brindaban después a la salud del animal, por haber hecho justicia con un rey ilegítimo e injusto. Hay una pintura de "White Sorrel" pero no puede consultarse en Internet.
- 1704: Darley Arabian. Caballo árabe traído desde Siria, fue uno de los tres caballos sementales fundadores de la raza purasangre inglesa, junto con Godolphin Arabian y Byerley Turk. Fue adquirido en 1704 por el cónsul británico en Alepo Thomas Darley por 300 soberanos de oro. Poco después Darley envió el caballo a su padre Richard Darley en Inglaterra.
- 1740?: Wanja, caballo "blanco" del emperador chino Qianlong. Hay un retrato de Qianlong cabalgando un caballo no identificado de pelaje rojo-tobiano.[97]
- 1783: Caballo de vapor. Unidad de medida de la potencia ideada para poder comparar las prestaciones de las máquinas de vapor con la capacidad de trabajo de los caballos usados para accionar bombas y máquinas.
- 1789: Figure, el caballo de Justin Morgan. Estaló o garañón fundador de la raza Morgan.

### SigloXIX

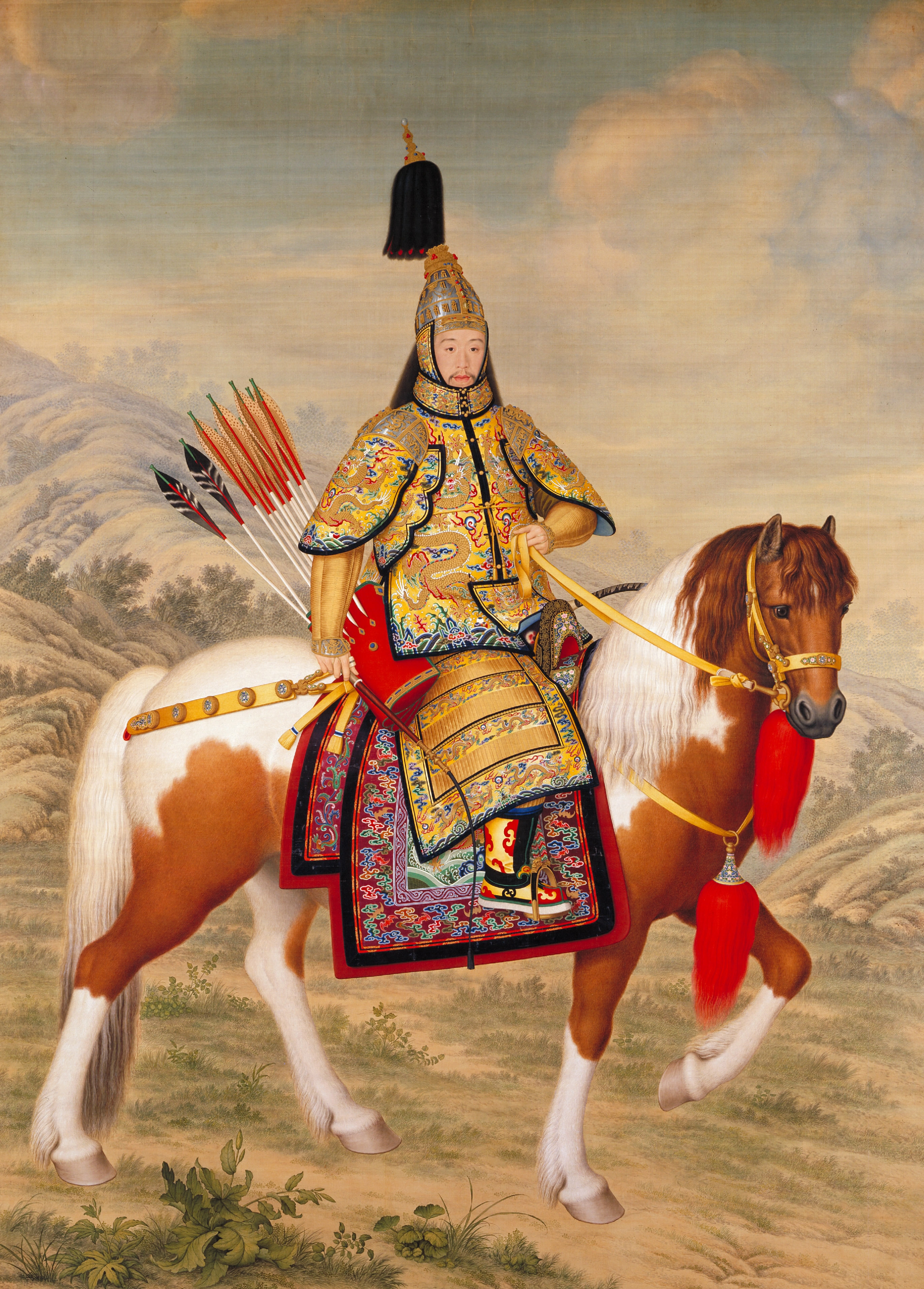
El emperador Qianlong a caballo. Pintura de Giuseppe Castiglione, fechada entre 1739 y 1758.

- 1800: Marengo, caballo de raza árabe, el más famoso de los pertenecientes a Napoleón, fue importado desde Egipto.
- 1800?: Laila y Lulu, dos yeguas de Lady Hester Stanhope de pura raza árabe. La primera de capa saura y la segunda de pelaje tordo. Destinadas a un esperado Mesías no las montaba nadie.[98][99]
- 1818: Nichab, otra yegua de pura raza árabe criada en el Líbano por Lady Hester Stanhope. Los agüeros aseguraban que sólo se dejaría montar por el mejor guerrero del mundo. Finalmente pasó a Francia para criar caballos angloárabes y árabes.[100][101]
- 1819: Red Buck. Caballo del bandolero Bob Dalton de pelaje alazán.[102]
- 1819: Palomo, uno de los caballos de Simón Bolívar. Sin duda el más famoso. No está claro si el nombre original de "Palomo" era "Palomo", "Pastor" o "Muchacho". Todas las referencias consultadas hablan de pelaje "blanco" (Un caballo de pelaje "palomo" es un caballo tordo en fase canosa o blanca. En Venezuela "palomo" o "rucio palomo").[103][104][105][106]
- 1821: Checoba, caballo de Thomas James aventurero y explorador del Oeste americano. Fue un presente del jefe indio Wings (de la tribu Whichita) y era de pelaje negro.[107][108]
- 1833: Grohean, caballo de Jim Bridger. Según las fuentes consultadas lo compró a Snakes pero era un préstamo de origen Comanche. Los testigos lo describen como un caballo grande de pelaje tordo moscatel o blanco. No es una contradicción. De joven era moscatel y de mayor tordo canoso.[109][110]
- 1840: Garrigó, uno de los caballos de Ramón Cabrera y Griñó, de pelaje castaño oscuro. Murió de 5 disparos atrapando al caer la pierna del "Tigre del Maestrazgo" y conde de Morella cuando él cabalgaba en un combate.[111]
- 1843: Steel Dust, uno de los fundadores de la "raza" Quarter Horse.[112][113][114]
- 1845: Katie, yegua de Jesse James de pelaje castaño oscuro. Jesse James tuvo otros caballos con fama de ser muy resistentes y corredores. Necesitaba ir bien montado para huir, como forajido que era, de sus perseguidores.[115]
- 1845: Ruff fue el último caballo de Jim Bridger que continuó montando aún después de perder la vista.[116]
- 1845: Dandy Dock, caballo alazán que fue propiedad de William Bonney alias Billy the Kid. Según la referencia adjunta fue robado a un sheriff que murió asesinado. El pelaje "Chestnut Sorrel" suele designar en inglés a caballos rojos o de tonalidad cobriza. Hay sin embargo, divergencias al respecto.[117]
- 1846: El Toro de Sacramento, caballo de John Charles Frémont.[118][119]
- 1852: SARC. Caballo rojo-canela de don Pío Pico.
- 1852: Black Swan. El día 1 de marzo de 1852 hubo una carrera de 9 millas entre el caballo rojo-canela "SARC" (probablemente "zarco") de pura raza californiana y la yegua zaína importada australiana "Black Swan". Las apuestas fueron muy altas. Hay varias versiones, pero parece que cada bando apostaba 25.000 dólares más 500 yeguas, 500 vacas, 500 ovejas y unos cuantos animales más. "SARC" fue montado por un vaquero con la típica silla californiana. El jinete de "Black Swan" era un jockey profesional de raza negra, pequeño y enclenque que usó una silla de carreras. "Black Swan" ganó por poco (75 yardas sobre 9 millas).[120][121]
- 1860: Cincinnati fue el caballo preferido del general Ulysses S. Grant. Era de manto castaño oscuro y de raza Thoroughbred.
- 1864: Sangabriel caballo negro del general Sheridan. Era de la raza Morgan (del linaje Black Hawck) y de gran altura. Posteriormente fue llamado Winchester.[122][123][124]
- 1864: Orispelo y Anteburro. Dos caballos del emperador Maximiliano I de México. "Orispelo" era un palomino de pelaje dorado, con cola y crin blancas. Un hermoso caballo de parada, fogoso y de movimientos espectaculares. "Anteburro" era un caballo de marcha de carácter muy tranquilo. El nombre corresponde al del tapir mexicano (tapir de Baird). No tiene nada que ver con los asnos o burros.
- 1869: Tommy, caballo de Charles Darwin.[125]
- 1870: El caballo de Caballo Loco. El famoso caudillo indio lakota Crazy Horse tenía un caballo negro-pintado llamado Inyan (que quiere decir "piedra" o "roca").
- 1871: Ebenezer fue el caballo preferido del caudillo Nez Percé "Chief Joseph" el joven. Se trataba de un caballo Appaloosa cuando todavía no se llamaban así. Los autores modernos dicen que las carreras de Ebenezer contra los caballos más rápidos de los blancos –carreras que ganaba siempre– se publicaban en periódicos locales. El pelaje de ese corcel era leopardo-roig. Pigat leopardo-roig.[126]
- 1876: Vic, Dandy y otros caballos del general Custer. Custer poseyó algunos caballos de calidad: Bluegrass, Frog-Town, Vic, Dandy,... En la batalla de Little Big Horn montaba a Vic (alazán carabonica y bausis de tres patas; de cuatro según algunos). Una vez una mula "pelo de rata" montada por Buffalo Bill mató de agotamiento al caballo de Custer.[127][128][129]
- 1883: Zoedone. Una de las carreras de obstáculos más famosas es el Grand National de Aintree. La ganadora de la edición del año 1883 fue la yegua Zoedone montada por su propietario el príncipe Karel Kinski. Esta yegua era de la raza Kinski y de pelaje rubio ("palomino"). Es decir con el cuerpo dorado y cola y crin blancas. En 1885 Zoedone fue envenenada el día de la carrera del Grand National.
- 1889: Serkis. Caballo que hizo 9000 km en 200 días.
- 1895: Baconao, caballo de José Martí. José Martí fue un poeta y héroe de la independencia de Cuba. Sobre su caballo, Baconao, hay informaciones contradictorias: Unos dicen que era blanco, otros que café, algunos que de pelaje palomino. Tampoco se sabe si era macho, yegua o castrado. Ni si era brioso o manso. Sí parece cierto que Martí montaba a caballo contra el enemigo cuando fue herido con tres disparos mortales. Baconao recibió un disparo en el pecho que lo traspasó. Al caer Martí, Baconao volvió con los independentistas cubanos y se curó. No queda claro si nadie lo montó nunca más o si el hijo de Martí le cabalgaría en alguna ocasión.[130][131][132][133][134]
- 1897: Old Blue (Tom Mix).

### SigloXX
- 1914: Siete Leguas, de Pancho Villa. Algunos biógrafos de Villa, dicen que no era caballo, sino yegua. Otra referencia es la canción «Caballos de Pancho Villa» que por supuesto también tiene una canción totalmente dedicada a esta yegua llamada «Siete Leguas el Caballo».
- 1925: Gato y Mancha, fueron Caballos Criollos argentinos que marcharon desde Buenos Aires, Argentina a Nueva York, Estados Unidos, guiados por el suizo Aimé Félix Tschiffely.
- 1949: Huaso, junto a su jinete Alberto Larraguibel baten el récord mundial de salto alto, imbatible hasta la actualidad (2,47 metros).
- 1983: Choctaw Star. Yegua de pelaje castaño-ruano; primer ejemplar de mustang norteamericano que ganó una carrera de 1000 millas organizada por la North American Trail Ride Conference (NATRC) in NATRC).[135]

### SigloXXI
- 2017: Helmet land [cita requerida]

## Caballos mitológicos. Caballos imaginarios

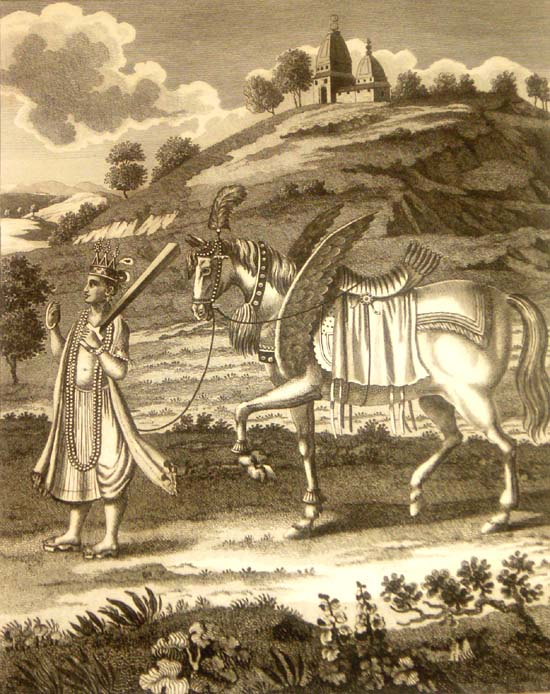
Kalki y su caballo, Devadatta.

- Abdjar, el corcel de Antares. El guerrero Antares (o Àntarah) de una famosa novela popular árabe fue un caballero de piel muy oscura pues era hijo de padre árabe y madre etíope. Su madre era una esclava negra y él era considerado también un esclavo hasta que demostró que era el mejor guerrero de la tribu. El caballo que le acompañaba en sus aventuras era "Adjer" o "Abdjar", negro como la noche y con una estrella en la frente. Este caballo magnífico es legendario y, a la vez, quizás histórico. Hubo un poeta árabe preislámico de nombre Antares (año 560, aproximadamente). Sus poemas forman parte de los llamados siete Mu'allaqa, colgados de las paredes de la Kaaba.[136][137]
- Aether y Podargos
- Arion[138]
- Babieca[139]
- Bayard, un caballo sobrenatural legendario con pelaje castaño, recogido en muchos cantares de gesta de la Edad Media cristiana, que logró huir de Carlomagno con los cuatro hermanos  Aymon a lomos.
- Ben Hur
- Broiefort
- Caballo de Troya
- Centauro
- Devadatta
- Falke
- Flycka
- Llamrei y Hengroen, respectivamente yegua y caballo del rey Arturo.[140]
- Kolstomero, representación del pueblo ruso,[141] protagonista de Historia de un caballo, de León Tolstói.
- Pampero, el zaino cimarrón de Patoruzú
- Pegaso
- Plata, el caballo del Llanero Solitario
- Rakush
- Rih
- Rocinante, el caballo de Don Quijote.
- Šarac, el caballo del Príncipe Marko.
- Sleipnir, caballo de ocho patas del dios nórdico Odín
- Soldier Boy
- Sombragrís, caballo de Gandalf en la novela El Señor de los Anillos de J. R. R. Tolkien
- Tornado, el caballo de El Zorro
- Veillentif, caballo del héroe medieval Roldán

## Caballos campeones en carreras y deportes
- Darley Arabian
- Eclipse
- Hambletonian
- Lexinton
- Man O'War
- Native Dancer
- Ribot
- Seabiscuit
- Secretariat o Big Red

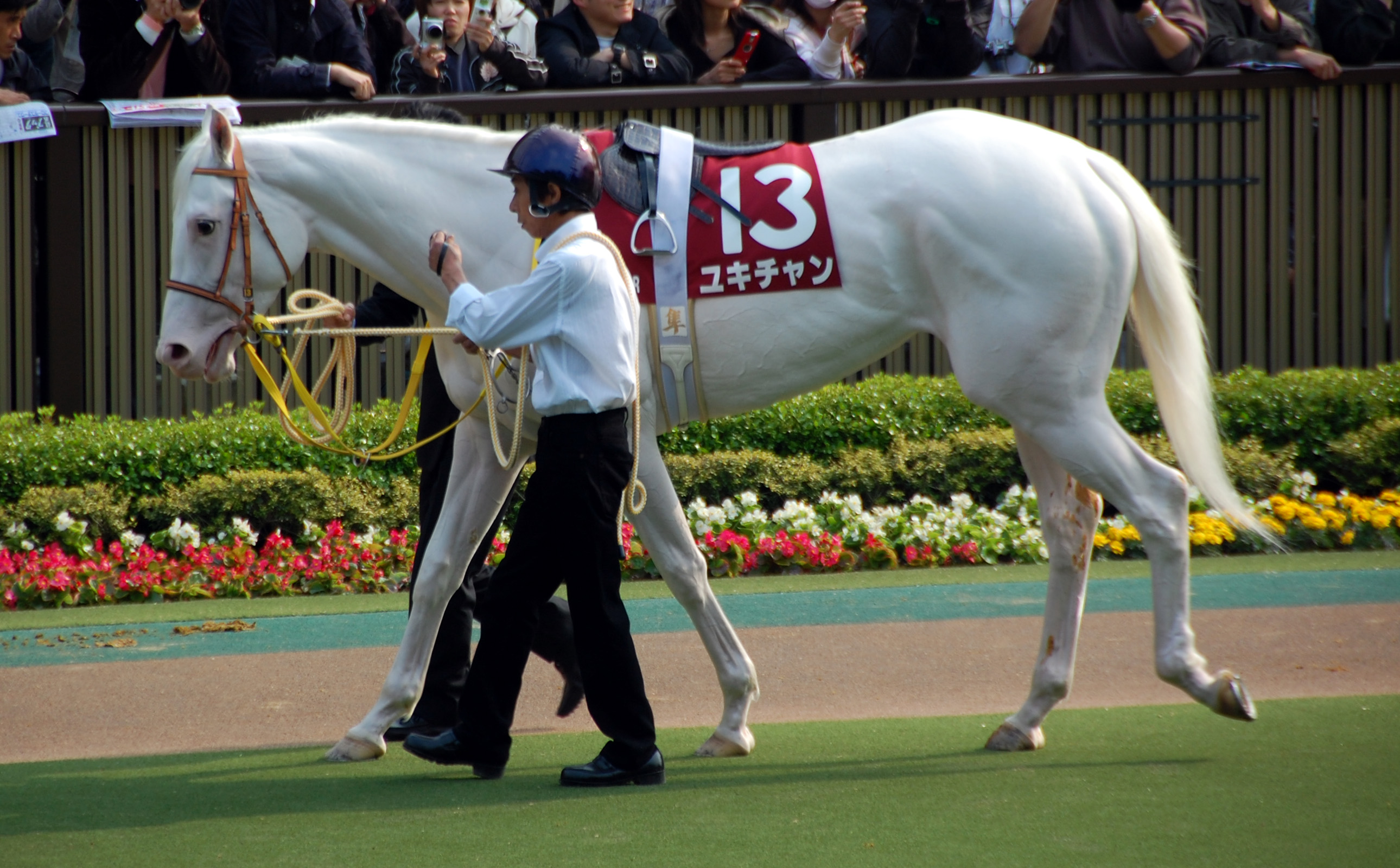
Yukichan, un caballo de carreras (Thoroughbred) nacido en Japón con pelaje "blanco de nacimiento".

- Moro de Cumpas, caballo perdedor contra el Zaino de Agua, Prieta sonora México.
- Zaino de Agua Prieta y la carrera internacional contra el "El Chiltepín". México vs Estados Unidos
- Ratina Z
- Hickstead
- Fuego XVII
- Allens Cash
- Obviously
- American Pharoah
- Golden Horn
- Solow

## Caballos y récords

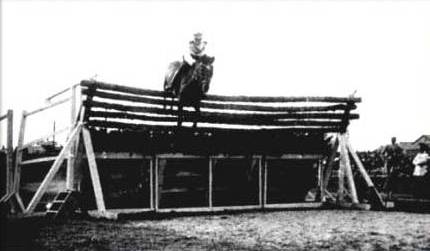
Alberto Larraguibel Morales y «Huaso» (ex «Faithfull»), estableciendo el récord mundial vigente de salto alto con 2,47 m (8 ft 1¼ in), el 5 de febrero de 1949, en Viña del Mar (Chile).

- Einstein. El caballo más pequeño del mundo.
- Huaso. Mantiene uno de los récord mundiales imbatibles por más tiempo. El récord mundial oficial vigente se registró el 5 de febrero de 1949, en el marco de un Concurso de Saltos Internacional Oficial celebrado en la cancha de saltos del regimiento de coraceros de la ciudad de Viña del Mar (Chile), con la participación de los equipos de salto de Bolivia, Colombia y Chile. A la final llegaron el capitán Alberto Larraguibel Morales con «Huaso» y Luis Riquelme Sanz con «Chileno». En el desempate el obstáculo fue colocado a 2,20 m (7 ft 2⅝ in).[nota 1] Luis Riquelme Sanz y «Chileno» lo franquearon en el segundo intento, mientras que Alberto Larraguibel Morales y «Huaso» lo habían superado en el primer intento, aunque después de saltar el obstáculo su cabalgadura tropezó al tomar tierra y el jinete se fue al suelo en una espectacular caída. La siguiente altura que se dispuso fue de 2,47 m (8 ft 1¼ in) para batir el récord mundial. Luis Riquelme Sanz y «Chileno» no pudieron pasarlo en sus tres intentos, cayéndose además el jinete en la tercera ocasión. Mientras que «Huaso» en esta altura rehusó el primer intento, penalizando dos faltas; dejó caer la barra en el segundo intento, penalizando otras dos faltas; y lo logró en el tercer y último intento.[142][143][144][nota 2][nota 3][nota 4]
- Sampson.
- Frankel.

## Nota
- Datos: Q2565694
- Multimedia: Famous horses / Q2565694

1. ↑  Para esta altura del obstáculo las fuentes bibliográficas varían en la dimensión de la medida: 2,14 m (7 ft 7¼ in), 2,20 m (7 ft 2⅝ in) o 2,25 m (7 ft 4⅝ in).
2. ↑  Municipalidad de Viña del Mar. «Récord mundial de salto alto a caballo aún no superado». Viña del Mar, 2011 [duración 2'59" (en castellano)].
3. ↑  Escuela de Caballería Blindada Quillota. «Récord mundial de salto alto a caballo». Viña del Mar, 1998. [duración 8'13" (en castellano)].
4. ↑  John Brian. «High Jump World Record», circa 1979 [duración 8'37" (en inglés)].